# Кучеренко, Владимир Алексеевич
Владимир Алексеевич Кучере́нко (1909 — 1963) — советский государственный и хозяйственный деятель, специалист в области строительной техники. Президент Академии строительства и архитектуры СССР (1961—1963).

## Биография
Родился 18 (31 июля) 1909 года в городе Лозовая (ныне Харьковская область, Украина) в семье железнодорожника.
- 1925—1929 годы — рабочий, десятник мастерских ж/д станции Лозовая[1].
- 1929—1933 годы — студент ХИСИ.
- 1936—1939 годы — главный инженер строительства заводов треста «Индустрой».
- 1939—1950 годы — управляющий строительными трестами на Украине и Урале. Восстанавливал предприятия в Макеевке, Харькове, Донецке, Днепропетровске, Стерлитамаке.
- 1950—1952 годы — член коллегии, заместитель министра строительства предприятий машиностроения СССР[1].
- 1952—1953 годы — заместитель начальника 1-го главного управления при СМ СССР[1].
- 1953—1954 годы — заместитель начальника главного управления Минсредмаша[1].
- 1954—1955 годы — начальник Главного управления по жилищному и гражданскому строительству при исполкоме Моссовета и заместитель председателя исполкома[1].
- 1955—1956 годы — заместитель Председателя СМ СССР[1].
- 1955—1961 годы — председатель Государственного комитета СМ СССР по делам строительства[1].
- 1956—1957 годы — заместитель председателя Государственной экономической комиссии СМ СССР по текущему планированию народного хозяйства — министр СССР[1].
- С января 1961 года Президент Академии строительства и архитектуры СССР, одновременно Заместитель Председателя Государственного комитета по делам строительства СССР — министр СССР[1].

Депутат ВС СССР 5—6 созывов (1958—1963). Член ЦК КПСС (1956—1961).
Умер 26 ноября 1963 года. Урна с прахом захоронена в Кремлёвской стене на Красной площади.
В 1963 году имя В. А. Кучеренко было присвоено научно-исследовательскому институту ЦНИИСК.

## Награды и премии
- три ордена Ленина
- орден Трудового Красного Знамени
- орден Красной Звезды
- Сталинская премия третьей степени (1951) — за разработку технологии, освоение производства и внедрение в строительство конструктивного ячеистого бетона

## Семья
- отец — Алексей Маркович Кучеренко (1882—1959), машинист паровоза;
- мать — Анна Фёдоровна Кучеренко (1888—1980)
- брат — Кучеренко, Николай Алексеевич (1908—1976) — советский танковый конструктор, один из создателей танков серии БТ и Т-34.
- племянница — Васильева (Кучеренко) Лариса Николаевна — поэтесса, писательница, общественный деятель, основатель музея «История танка Т-34».